# ロバート・J・ゴードン
ロバート・ジェームス・ゴードン（Robert James Gordon、1940年9月3日 - ）は、アメリカの経済学者。ノースウェスタン大学教授（Stanley G. Harris Professor of Social Sciences）。専門はマクロ経済学。弟にラディカル派の経済学者デビッド・ゴードンがいる。本人はニューケインジアンに属している。

## 略歴
- 1940年 生まれる。
- 1962年 ハーバード大学を良い成績（Magna Cum Laude）で卒業する（B.A.）。
- 1964年 オックスフォード大学でA.B.を取る。
- 1967年 マサチューセッツ工科大学（MIT）よりPh.D.を得る（博士論文'Problems in the Measurement of Real Investment in the U.S. Private Economy'）。
- 1967年 - 1968年 ハーバード大学の経済学助教授となる。
- 1968年 - 1973年 シカゴ大学の経済学助教授となる。
- 1969年 オックスフォード大学でA.M.を完成する。
- 1973年 ノースウェスタン大学の経済学教授となる。
- 1977年 計量経済学会のフェローとなる。
- 1987年 - 現在 ノースウェスタン大学のStanley G. Harris Professor in the Social Sciencesとなる。
- 1992年 - 1996年 ノースウェスタン大学経済学部長となる。
- 1995年 - 1997年 米国CPIの正確度を評価するボスキン委員会の委員を務める。またNBERの景気循環日付委員会でリセッションの初めと終わりを決めるメンバーとなる。

## 家族
- 父親ロバート・アーロン・ゴードンと母親マーガレット・S・ゴードンはともに経済学者である。父はアメリカ経済学会会長（1975年）を務めた。
- 弟デビッド・M・ゴードンはラディカル・エコノミックス（ネオマルクス経済学）の経済学者であった（1944年～1996年3月16日、51歳没）。
- 現在、ロバート・J・ゴードンは妻ジュリーとイリノイ州エヴァンストンに住んでいる。

## 業績
- フイリップス・カーブの分析において、合理的期待仮説を最初に導入した。
- コアインフレーション、生産性、成長理論などについても論文を書いている。

## 主要著作

### 日本語訳
- 『現代マクロエコノミックス』（上）、永井進訳、多賀出版、1982年（1991年、第6版1997年）
- 『現代マクロエコノミックス』（下）、永井進訳、多賀出版、1983年（1991年、第6版1999年）
- 『アメリカ経済　成長の終焉』（上・下）、廣瀬裕子、山岡由美訳、日経ＢＰ社、2018年

### 原書
- Macroeconomics, Addison Wesley, 2002 ISBN 0-201-77036-9
- The Measurement of Durable Goods Prices, University Of Chicago Press, 1990 ISBN 0-226-30455-8
- "The Demand for and Supply of Inflation." Journal of Law and Economics 18 (Dec. 1975): 807-836
- "Recent Developments in the Theory of Inflation and Unemployment." Journal of Monetary Economics 2 (April 1976): 195-219
- Milton Friedman's Monetary Framework: A Debate With His Critics. Chicago: University of Chicago Press, 1977
- Macroeconomics:Theory and Policy, McGraw-Hill, 2nd.ed., 1988
- The Rise and Fall of American Growth: The U.S. Standard of Living since The Civil War. Princeton University Press ,2016

## 関連事項
- ニューケインジアン
- マクロ経済学
- ラディカル・エコノミックス